# Drahtemail

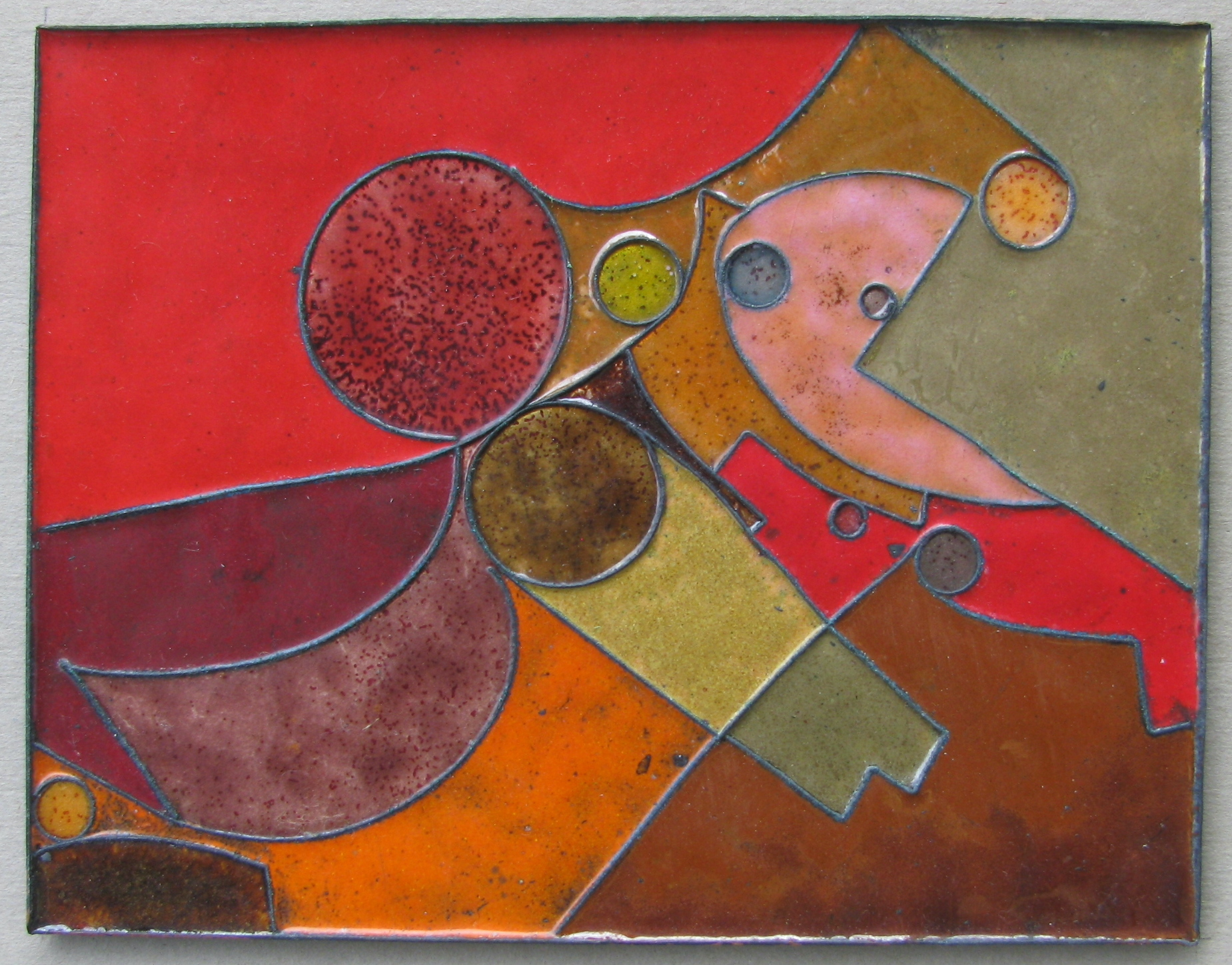
Drahtemail als Emailmalerei mit runden Drähten

Drahtemail (auch Filigranemail genannt) ist eine kaum mehr angewandte Abart des Cloisonné (auch echtes Email genannt), einer aus China stammenden frühen Emailtechnik. Die Zellen der das Motiv bildenden Stege, in denen das Emailpulver aufgeschmolzen wird, bestehen beim Drahtemail aus hochkant gestellten Flachdrähten, Runddrähten, gekordelten oder tordierten Drähten. Die Drähte können aufgelegt, aufgelötet oder in eine vorgebrannte, dünne Schmelzfläche eingebrannt sein. Anders als beim Email cloisonné werden die Drähte und die Glasmasse nicht übergeschliffen, sondern die Stege erhöht stehen gelassen. Deshalb kamen früher nur Gold- oder Silberdrähte zum Einsatz. Diese Verfahren blieben bis zum 17. Jahrhundert in der osteuropäischen Volkskunst lebendig.
Frühe Drahtemailarbeiten entstanden im Orient und insbesondere im 12. Jahrhundert v. Chr. auf Kreta, in Kouklia auf Zypern sowie im ostgriechischen Raum. Ihren nächsten Höhepunkt hatte die Emailkunst in der keltischen Kunst des 1. bis 3. Jahrhunderts. Die zur Vollendung entwickelten Emailtechniken der byzantinischen Kunst, die erstmals figürliche Darstellungen erlaubte, wurden bis in die ottonische Zeit Vorbild für die Emailkunst des europäischen Mittelalters. Zentren der Emailkunst wurden im 12. Jahrhundert Limoges und das Rhein-Maas-Gebiet. Im 14. Jahrhundert wurden z. B. die Scheiben des Tasselmantels und der Corvinusbecher in dieser Technik hergestellt. Die Email-Tradition wurde, auch mit neuen Techniken, fortgesetzt bis zu den Florentiner Medicis, die in der Renaissance europäische Goldschmiede mit Emailarbeiten beauftragten, und bis zu August dem Starken in Dresden.